# Pontsko-kaspijska stepa
Pontsko-kaspijska stepa, Pontska stepa ali Ukrajinska stepa je prostrana stepa, ki se razteza od severnih obal Črnega morja (v antiki se je imenoval Euxeinos Pontos [Εὔξεινος Πόντος]) daleč proti vzhodu do Kaspijskega jezera, od Dobrudže na severovzhodnem kotu Bolgarije in jugovzhodne Romunije, prek Moldavije in vzhodne Ukrajine čez ruski severni Kavkaz, nižinske regije  Volge do zahodnega Kazahstana. Je del večje Evrazijske stepe, in meji na vzhodu na Kazaško stepo. Je del palearktičnih zmernih travišč, savan in grmičevja, ekoregije bioma travinj in grmičevja.
Območje ustreza Kimeriji, Skitiji in Sarmatiji klasične antike. Skozi več tisočletij so stepo uporabljala številna plemena nomadskih konjenikov, od katerih so mnoga osvojila dežele v naseljenih regijah Evrope ter v zahodni in južni Aziji.
Izraz Ponto-kaspijska regija se v biogeografiji uporablja za rastline in živali teh step ter živali Črnega morja, Kaspijskega jezera in Azovskega morja. Genetske raziskave so to območje opredelile kot najverjetnejše mesto, kjer so prvič udomačili konja..
Po najbolj razširjeni teoriji v indoevropskih študijah, ki se imenuje Kurganska hipoteza, je bila Pontsko-kaspijska stepa domovina govorcev indoevropskega prajezika.

## Geografija in ekologija
Pontsko-kaspijska stepa obsega območje 994.000 kvadratnih kilometrov Evrope, ki sega od Dobrudže v severovzhodnem kotu Bolgarije in jugovzhodne Romunije, čez južno Moldavijo, Ukrajino, Rusijo in severozahodni Kazahstan do Uralskega gorovja. Na severu je omejena z vzhodnoevropsko gozdno stepo, prehodnim območjem mešanih travišč in širokolistnih in mešanih gozdov zmernih predelov.
Na jugu se razprostira do Črnega morja, razen Krimskega gorovja in zahodnega Kavkaza, ki meji na morje, kjer krimski submediteranski gozdni kompleks določa južni rob stepe. Stepa se razprostira na zahodni obali Kaspijskega jezera v ruski regiji Dagestan, bolj suha Kaspijska nižinska puščava leži med pontsko stepo ter severozahodnim in severnim bregom Kaspijskega območja. Kazaška stepa veže pontsko stepo proti vzhodu.
Ponto-kaspijska morja so ostanki Turgajskega morja, podaljšek Paratetide, ki je segala južno in vzhodno od Urala in v mezozoiku in kenozoiku pokrivala večji del današnjega Zahodnosibirskega nižavja.

## Predzgodovinske kulture
- Kultura linearne trakaste keramike 5500–4500 pr. n. št.
- Kultura Cucuteni-Tripolje 5300–2600 pr. n. št.
- Hvalinska kultura 5000–3500 pr. n. št.
- Kultura Srednji Stog 4500–3500 pr. n. št.
- Kultura Jamna / Kurgan 3500–2300 pr. n. št.
- Katakombska kultura 3000–2200 pr. n. št.
- Kultura Srubna 1600–1200 pr. n. št.
- Novočerkaska kultura 900–650 pr. n. št.

## Zgodovinska ljudstva in narodi
- Kimerijci od 12. do 7. stoletja pred našim štetjem
- Dačani 11. stoletja pred našim štetjem - 3. stoletje našega štetja
- Skiti 8. do 4. stoletja pred našim štetjem
- Sarmati 5. stoletje pred našim štetjem - 5. stoletje našega štetja
- Ostrogoti od 3. do 6. stoletja
- Huni in Avari od 4. do 8. stoletja
- Prabolgari (Onoguri) od 4. do 7. stoletja [6]
- Alani od 5. do 11. stoletja
- Avari 6. – 8. stoletja
- Gok Turki od 6. do 8. stoletja
- Sabirji 6. – 8. stoletja
- Hazari od 6. do 11. stoletja
- Pečenegi 8. - 11. stoletje
- Kipčaki in Kumani od 11. do 13. stoletja
- mongolska Zlata horda 13. – 15. stoletja
- Kozaki, Kalmiki, Krimski kanat, Volški Tatari, Nogaji in druge turške države in plemena od 15. do 18. stoletja
- Ruski imperij 18. – 20. stoletje
- Gorska republika Severnega Kavkaza 19. – 20. stoletja
- Sovjetska zveza 20. stoletje

- Pontska stepa okoli leta 650
- Zaporožki Kozaki v boju s Tatari Krimskega kanata — slika pozno 19 st.